# Dimos Mantoudi-Limni-Agia Anna
Dimos Mantoudi-Limni-Agia Anna (Mantoudi-Limni-Agia Anna) är en kommun i Grekland.   Den ligger i prefekturen Nomós Evvoías och regionen Grekiska fastlandet, i den östra delen av landet, 100 km norr om huvudstaden Aten. Antalet invånare är 13 673. Dimos Mantoudi-Limni-Agia Anna ligger på ön Euboia.